# Session (CD)
Eine Session ist eine Datenspur auf einem optischen Datenträger (CD, CD-ROM, DVD, Blu-ray Disc).
Ein Datenträger kann eine (Single-Session-Disk) oder mehrere Sessions (Multi-Session-Disk) enthalten. CDs nach dem Rainbow Books Standard dürfen nur eine Session enthalten.
Es gibt zwei Aufzeichnungsarten:
- Track-At-Once, wobei die CD nicht abgeschlossen wird, so dass noch Daten hinzugefügt werden können,
- Session-At-Once, wobei im Allgemeinen keine Daten mehr hinzugefügt werden können, wenn nämlich die CD vom Brennprogramm als fertig markiert wird.

Die  Aufzeichnungsart kann man im Brennprogramm manuell wählen. Dies sorgt vor allem für Probleme mit anderen Abspielgeräten, z. B. CD-Playern oder DVD-Playern, weil diese eine zweite Datenspur nicht erkennen.